# Ljudmila Georgievna Zykina
Ljudmila Georgievna Zykina (in russo Людми́ла Гео́ргиевна Зы́кина?; Mosca, 10 giugno 1929 – Mosca, 1º luglio 2009) è stata una cantante russa, artista del popolo dell'Unione Sovietica nel 1973.